# 摩根鎮區 (愛荷華州第開特縣)
摩根鎮區（英語：Morgan Township）是位於美國愛荷華州第開特縣的一個行政鎮區。

## 地方資料
根據2010年美國人口普查的數據，摩根鎮區的面積為63.95平方千米，當中陸地面積為63.95平方千米，而水域面積為0.00平方千米。當地共有人口75人，而人口密度為每平方千米1.17人。